# Molly Dunsworth
Pour les articles homonymes, voir Dunsworth.
Molly Kathleen Dunsworth (née le 25 mai 1990 à Halifax, en Nouvelle-Écosse) est une actrice canadienne.

## Biographie
Molly Dunsworth s'est fait connaître au cinéma avec le rôle d'Abby dans Hobo with a Shotgun aux côtés de Rutger Hauer. Elle est la fille de John Dunsworth, également acteur.

## Filmographie

### Au cinéma
- 2000 : Deeply : Silly
- 2011 : Hobo with a Shotgun : Abby

### À la télévision
- 2010 : Les Mystères de Haven : Vickie (saison 1, 4 et 5)
- 2011 : Jesse Stone: Innocents Lost : Emily (téléfilm)